# Све што сањам
Све што сањам је осми студијски албум поп-рок групе Црвене јабуке.
Албум је сниман у студијима Stardust и Rockoko, марта и априла 2000. године. Најупечатљивија песма са албума је „Твога срца врата” која се означава као једна од најпопуларнијих у другој фази групе од 1996. године и стаје раме уз раме са ранијим носталгичним хитовима из осамдесетих. Албум карактеришу и две тамбурашки обојене песме „Ни задњи, ни први” и песма далматинског мелоса „Нико није луд да спава” у којој је гостовала клапа Носталгија. У добро прихваћеној „Нека горе свјетови” користи се хорски узвик који је идентичан код Забрањеног пушења у песми „Лутка са насловне стране” из 1985. године.
„Све што сањам” је лиценцно за простор СР Југославије објавила Гранд продукција и то је први албум који се нашао у слободној продаји након распада земље.

## Постава
Црвена јабука:
- Дражен Жерић Жера - вокал
- Дарко Јелчић - бубњеви
- Златко Бебек - гитаре
- Крешимир Каштелан - бас
- Данијел Ластрић - клавијатуре
- Никша Братош - мандолина, кларинет, електричне и акустичне гитаре
- Клапа Носталгија - вокали у „Нико није луд да спава”

## Списак песама
1. Спот за песму Твога срца врата је снимљен у Сарајеву (приказана Улица ковачи)Ти си лијепа (Фазлић)
2. Твога срца врата (Шаран)
3. Све што сањам (Шаран)
4. Нека горе свјетови (Рус)
5. Луд за тобом (Шаран)
6. Анђели (Фазлић)
7. Да тебе нема, Боже (Фазлић)
8. Ни задњи, ни први (Фазлић)
9. Нико није луд да спава (Фазлић-Готовац/Фазлић)
10. Фура ме (Шаран)
11. Она ми се смије (Шаран)
12. Љубав не пита (Рус)
13. Опет сам сам (Фазлић)
14. Моје пјесме стих (Рус)

Аранжмани: Црвена јабука, осим песама број 4,8,9,12 и 14 - Никша Братош